# Liban na Letnich Igrzyskach Olimpijskich 2004
Liban na Letnich Igrzyskach Olimpijskich 2004 reprezentowało 5 sportowców.

## Skład kadry

### Lekkoatletyka
Mężczyźni:
- Jean Claude Rabbath - skok wzwyż - 2.20 m - 26 miejsce

Kobiety:
- Gretta Taslakian - bieg na 200 m - Runda 1: 24.30 s - 40 miejsce (rekord kraju)

### Pływanie
Mężczyźni:
- Abed Rahman Kaaki
  - 50 m st. dowolnym - 24.68 s - 57 miejsce

Kobiety:
- Ghazal El Jobeili
  - 50 m st. dowolnym - 31.00 s - 63 miejsce

### Strzelectwo
Mężczyźni:
- Nidal Asmar - 117 punktów - 14 miejsce